# 人物のいる丘陵の風景
『人物のいる丘陵の風景』（じんぶつのいるきゅうりょうふうけい、蘭: Heuvelachtig landschap met figuren、英: Hilly Landscape with Figures）17世紀のオランダ絵画黄金時代の画家アルベルト・カイプが1655-1660年ごろにキャンバス上に油彩で制作した風景画で、彼の最大の作品の1つである。1824年に絵画の所有者であったジョン・ジュリアス・アンガースタインの遺言執行人から購入されて以来、ナショナル・ギャラリー (ロンドン) に所蔵されている。

## 作品

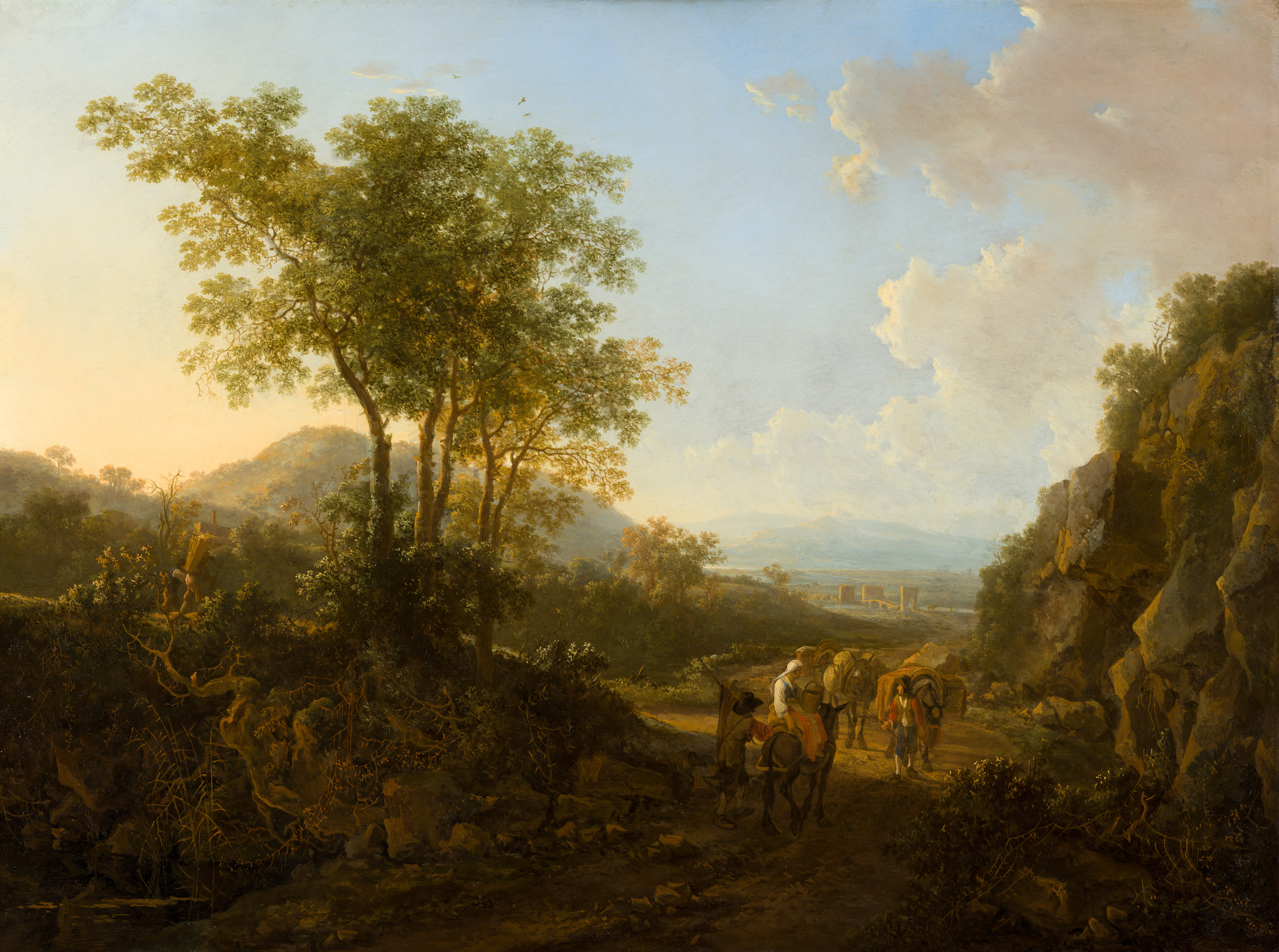
ヤン・ボト『イタリアの風景』(1645年ごろ)、マウリッツハイス美術館、デン・ハーグ

カイプは、イタリアを訪れて風景を描いた画家たちや、彼らの作品を通してイタリアの明るい光や色彩を取り入れた画家たちを指す「オランダの親イタリア派」の1人であった。カイプはイタリアを訪れたことはなかったが、ローマでクロード・ロランの影響を強く受けたヤン・ボトなどから光や色彩の表現を学んだ。18世紀から19世紀にかけて、本作を所有していたジョン・ジュリアス・アンガースタインを初めイギリスの蒐集家たちの間でカイプの人気が高まり、彼は「オランダのクロード」と呼ばれた。現在でも、イギリスにはどこの国よりも多くのカイプの作品が所蔵されている。
カイプは、深い田園的な静けさで本作の画面を満たしている。それは動物の平穏さに加え、金色の光で人物や風景を照らす夏の日差しによって強調されている。こうした効果は、ローマに旅をし、イタリア絵画の様式と南国の暖かい光に影響されたオランダの画家たちによって流行していた。カイプ独自の技法は、この異国的な光を家畜という鑑賞者が身近に感じていたに違いないものと組み合わせたことである。彼はとりわけ牛を描く能力で知られていたが、牛を本物らしく見せ、角のある頭部の重み、眠そうな目、剛健さや強さを示唆することができた。
この画面は、馬上の人物が纏う衣服の赤色 (周囲の緑色の補色) がただちに鑑賞者の目を引く。彼は右隣にいる羊飼いの女に話しかけているが、左手の方を指しているその身振りから推して、おそらく方角を訪ねているのであろう。カイプがしばしば描いた、身なりの良い馬上の男と農夫や羊飼いの組み合わせは、彼らの間の身分の差を表していると解釈されてきた。一方で、同時代の文学においては、むしろ堕落しがちな上流階級の人々に対して、質素で道徳的な生活を送る「賢い羊飼い」が称賛されていたことも近年、注目されている。
馬上の男は鑑賞者に背を向けているため、鑑賞者の視線は遠景を指す彼の鞭の方向をたどることになる。この距離の概念は、本作において前景の人物や動物たちと同じくらい重要なものである。カイプは、鑑賞者の視線がたえず近景から遠景に導かれるように慎重に場面を構成している。まず、彼は、画面下部に人物や動物と、半ば陰、半ば光のなかにある草を配置することで1つの枠組みを設定している。続いて、カイプは画面右端の高い木々により第2の枠組みを設定しているが、それらの木々の垂れさがる枝は馬上の人物の鞭と同じ方向を向いている。見えない水平線に向かう、この斜めの線は何度か繰り返されている。それは画面奥深く後退し、その後、左から差し込み、静かな水面に反映している明るい陽光の中に溶けている。濃い緑色の木々、教会の塔、緑の葉、そして中景の人物たちも同じ斜めの線を形成し、その奥の勾配のある丘陵、上部の銀灰色の雲も同様である。